# Тригонално планарна геометрија
Тригонално планарна геометрија молекула представља геометрију у којој је један атом у центру окружен са три атома који се налазе у угловима једнакостраничног троугла. Они се називају периферним атомима и налзе се сви у једној равни. У идеално тригонално планарном моделу, сва три лиганда су идентична и сви углови веза су 120°. Такве врсте припадају тачковној групи D3h. Молекули код којих три лиганда нису идентична, као што је  H2CO, одступају од ове идеалне геометрије.
Примери молекула са тригонално планарном геометријом укључују бор трифлуорид (BF3), формалдехид (H2CO), фосген (COCl2) и сумпор триоксид (SO3). Неки од јона са тригонално планарном геометријом су нитратни (NO3-), карбонатни (CO32−) и гуанидинијум (C(NH2)3+). У органској хемији, планарни, трикоординовани централни угљеници који су тригонално планарни се често описују као sp2 хибридизовани атоми.
Прелазно стање инверзије азота током дисторзије пирамидалних амина је тригонално планарно.
Пирамидализација је дисторзија овог молекулског облика према тетраедарској молекулској геометрији. Ову дисторзију можемо да посматрамо у пирамидалним алкенима.

## Битни појмови
- Тачковна група D3h
- Sp2 хибридизација
- Тетраедарска молекулска геометрија